# Music Ray'n
Music Ray'n是日本索尼音樂娛樂（SME Japan）旗下一家音樂出版社、藝能事務所，主要從事聲優和藝人中介人業務。

## 概要
官方於2005年4月正式開業，但於2003年底已經以獨立唱片公司的身份存在。官方網站於2007年11月開設。
從2006年夏天開始涉足聲優及舞台演員的管理。
目前隸屬此公司的聲優全都是「Music Ray'n 超級聲優試鏡」的獲取錄者。

## 所屬藝人
☆為以本唱片公司名義作音樂活動的人。

### 聲優
為於第幾屆「超級聲優試聽」獲取錄。
- 相川奏多 (第3回)
- 麻倉桃（第2屆） ☆
- 雨宮天（第2屆） ☆
- 壽美菜子（第1屆） ☆
- 高垣彩陽（第1屆） ☆
- 橘美來 (第3回)
- 戶松遙（第1屆） ☆
- 豐崎愛生（第1屆） ☆
- 夏川椎菜（第2屆） ☆
- 夏目心菜 (第3回)
- 日向萌香 (第3回)
- 宮澤小春 (第3回)

### 藝人
- sana ☆
- Sphere（唱片公司為Lantis的GloryHeaven）
- CHiCO ☆
- TrySail（唱片公司為Aniplex→SACRA MUSIC）
- HoneyWorks（事務所為INCS toenter） ☆

### 前屬藝人
- Angelo（日语：Angelo）（2009年12月自King Records轉到本事務所）[1] ☆
- eico ☆
- Cluster'S（日语：Cluster'S） ☆
- DJ KRUSH（日语：DJ KRUSH） ☆
- ON/OFF（後轉到DefSTAR Records） ☆
- An Cafe（後轉到Sony Music Artists） ☆
- Sun Set Swish（日语：Sun Set Swish）（唱片合約已轉移到同集團的SME Records，但仍維持管理業務。2011年2月暫時活動停止） ☆
- KARIYA（日语：KARIYA）

## 註腳

### 出處
1. ↑  . excite. 2009-12-07  [2015-11-05]. （原始内容存档于2016-03-04）.

## 外部連結
- Music Ray'n official web site（页面存档备份，存于）（日語）
- 母公司－SME網站中有關此公司的介紹（页面存档备份，存于）（日語）